# Educação na Rússia

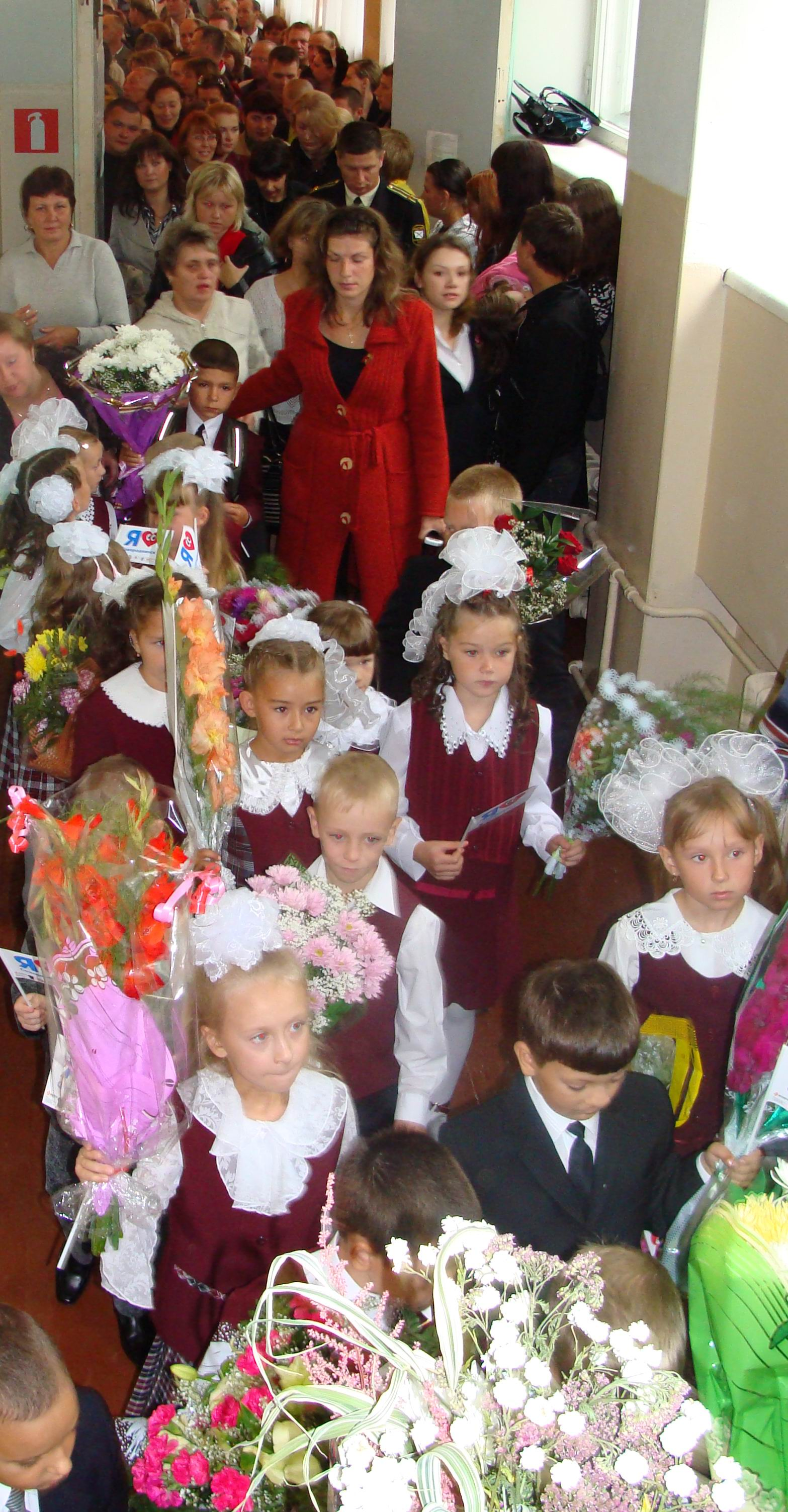
crianças no dia do conhecimento

A Rússia possui um dos níveis de analfabetismo mais baixos do mundo — apenas 0,6%. Ou, em termos de alfabetização, 99,4% da população sabe ler e escrever.
Isto deve-se ao sistema educacional criado durante a era da URSS (era em que praticamente 100% da população sabia ler e escrever). Cerca de três milhões de estudantes estavam inscritos em cerca de 519 institutos superiores e em 48 universidades. Com grande ênfase à Ciência e à Tecnologia, quase todos os estudantes acabavam os cursos com diplomas de altas referências e qualidades.
Hoje em dia, a Rússia possui 618 institutos superiores de educação pertencentes ao Estado — todos eles com referências do governo. No ano lectivo de 2003/2004, 5 947 500 de estudantes estavam inscritos em institutos superiores. Ainda existem outros 619 institutos privados, dos quais metade têm também referência do governo russo.[carece de fontes?]

## Sistema educacional
O sistema da educação russo pode ser dividido em três grupos:
- Básico: Nove anos. Ao fim destes anos, o estudante recebe um diploma e pode optar por seguir os seus estudos numa escola secundária.
- Secundário: entre dois e três anos. Os estudantes recebem uma educação mais específica com a sua vocação. Após isto pode optar por entrar numa universidade ou num instituto superior.
- Ensino Superior: quatro anos. A partir daqui, os estudantes escolhem o seu curso e quando o terminarem recebem o diploma Bakalavr, semelhante à licenciatura em Portugal. Os estudantes, após terminarem estes quatro anos, ainda podem seguir uma pós-graduação que dura cerca de dois anos. Passado este tempo, recebem o Magistr. Por fim, e por opção, o estudante ainda pode seguir um doutoramento que dura três anos acabando por receber o nível Kandidat Nauk ("Candidato às Ciências"). O nível Doktor nauk (Doutor em Ciências) é adjudicado a um Candidato às Ciências que realiza uma descoberta científica.